# Saint-Jouan-de-l'Isle
Saint-Jouan-de-l'Isle är en kommun i departementet Côtes-d'Armor i regionen Bretagne i nordvästra Frankrike. Kommunen ligger i kantonen Caulnes som tillhör arrondissementet Dinan. År 2022 hade Saint-Jouan-de-l'Isle 456 invånare.

## Befolkningsutveckling
Antalet invånare i kommunen Saint-Jouan-de-l'Isle
Referens:INSEE